# Transportes do Paraná
Transportes do Paraná faz referência ao sistema de transporte do estado do Paraná,  Região Sul do Brasil. A infraestrutura é ampla e diversificada, composta por meio rodoviário, com  rodovias federais, estaduais e municipais; hidroviário, com dois portos marítimos e diversos fluviais; ferroviário, com duas ferrovias; e aéreo, com seis aeroportos comerciais, sendo dois internacionais, e dezenas de aeródromos municipais e privados.

## Hidroviário

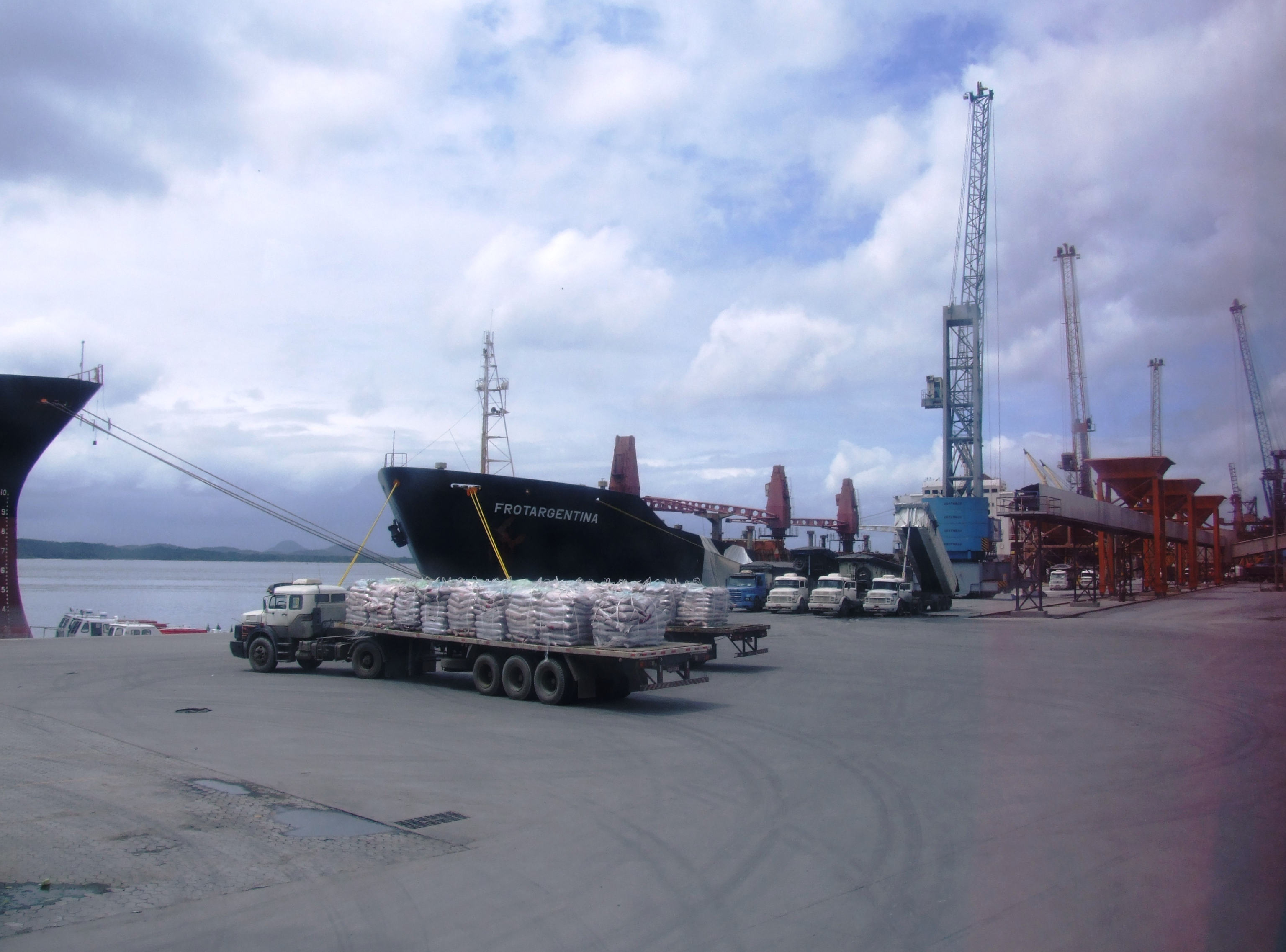
Porto de Paranaguá.

O Paraná liga-se ao Brasil e ao exterior pelos portos marítimos de Paranaguá e Antonina. O porto de Paranaguá, um dos mais importantes do país, foi objeto de um intenso programa de modernização, com dragagem, ampliação do cais, renovação de equipamento, inclusive a construção de um terminal de contêineres e de silos com unidades sugadoras.
Serviços de barcos atendem os moradores das vilas e povoados encontrados nas ilhas e às margens da baía de Paranaguá. Alguns saem para a Ilha do Mel, outros para Guaraqueçaba e também para Cananéia e Iguape, no estado de São Paulo, utilizando o Canal do Varadouro. Serviços de balsa (ferry boat) costumam ser realizados na baía de Guaratuba, conectando a cidade homônima (Porto Damião de Souza) e Caiobá (Porto da Passagem).
No interior do Paraná, o transporte fluvial ainda é pouco explorado. Costuma ser realizado em maior escala na região norte, noroeste e oeste do estado, nas bacias do rio Paraná e Paranapanema. No rio Paraná as hidrovias conectam a cidade de Guaíra e o estado de São Paulo, além de balsa, com Mato Grosso do Sul. Há também navegação fluvial em Foz do Iguaçu, ligando o Brasil com a Argentina, sendo uma importante ligação com o Mercosul.
O rio Iguaçu serviu como uma importante hidrovia no século XX, ligando Curitiba ao interior do estado, passando por cidades como Porto Amazonas, São Mateus do Sul, União da Vitória e Porto Vitória. A navegação de vapores fez alavancar o desenvolvimento econômico do Paraná. Além do transporte de pessoas, diversas mercadorias eram transportadas para serem comercializadas, principalmente durante o ciclo da erva-mate.

## Rodoviário

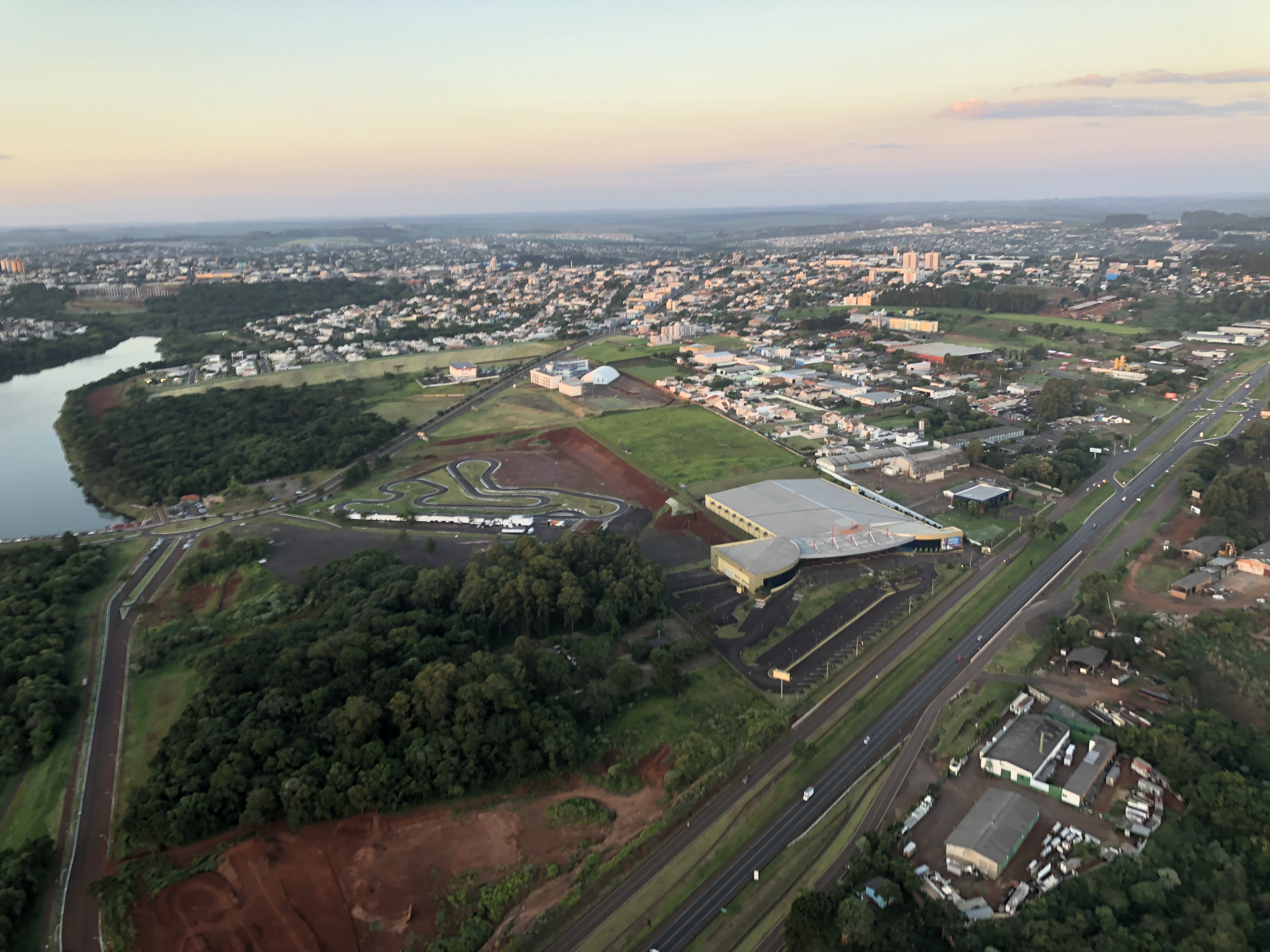
BR-277 em Cascavel.

A rede de rodovias do Paraná conta estradas federais, estaduais e municipais, muitas delas foram, até 2021, concedidas à iniciativa privada, responsável pela manutenção e cobrança de pedágio.

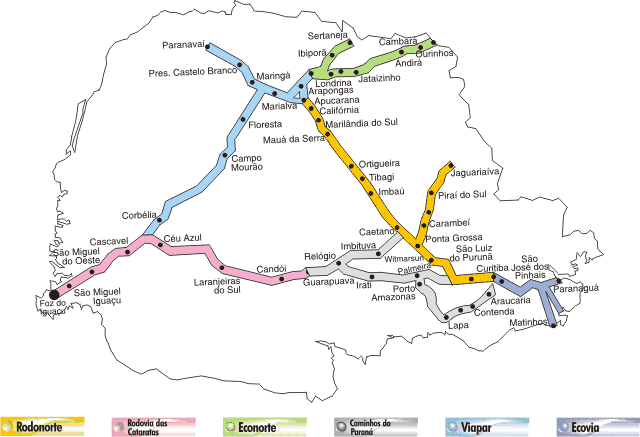
Principais rodovias do Paraná representando o anel de integração.

As principais são as conexões Ourinhos/SP-Londrina-Apucarana-Maringá-Paranavaí (BR-369/BR-376), e a Paranaguá-Curitiba-Ponta Grossa-Guarapuava-Cascavel-Foz do Iguaçu (BR-277). Em direção transversal, aparecem as conexões Apucarana-Ponta Grossa (BR-376), Sorocaba-Curitiba e São Paulo-Curitiba-Rio Negro. Esta última estende-se até o extremo sul do Rio Grande do Sul e pertence à BR-116.
As rodovias do Paraná recebem diversas denominações como, por exemplo: Rodovia do Café no trecho entre Paranaguá-Curitiba-Nova Londrina, abrangendo a BR-277, BR-376, PR-182 e PR-577. Rodovia Engenheira Enedina Alves Marques no trecho da PR-340 entre Cacatu e Cachoeira de Cima.

## Ferroviário

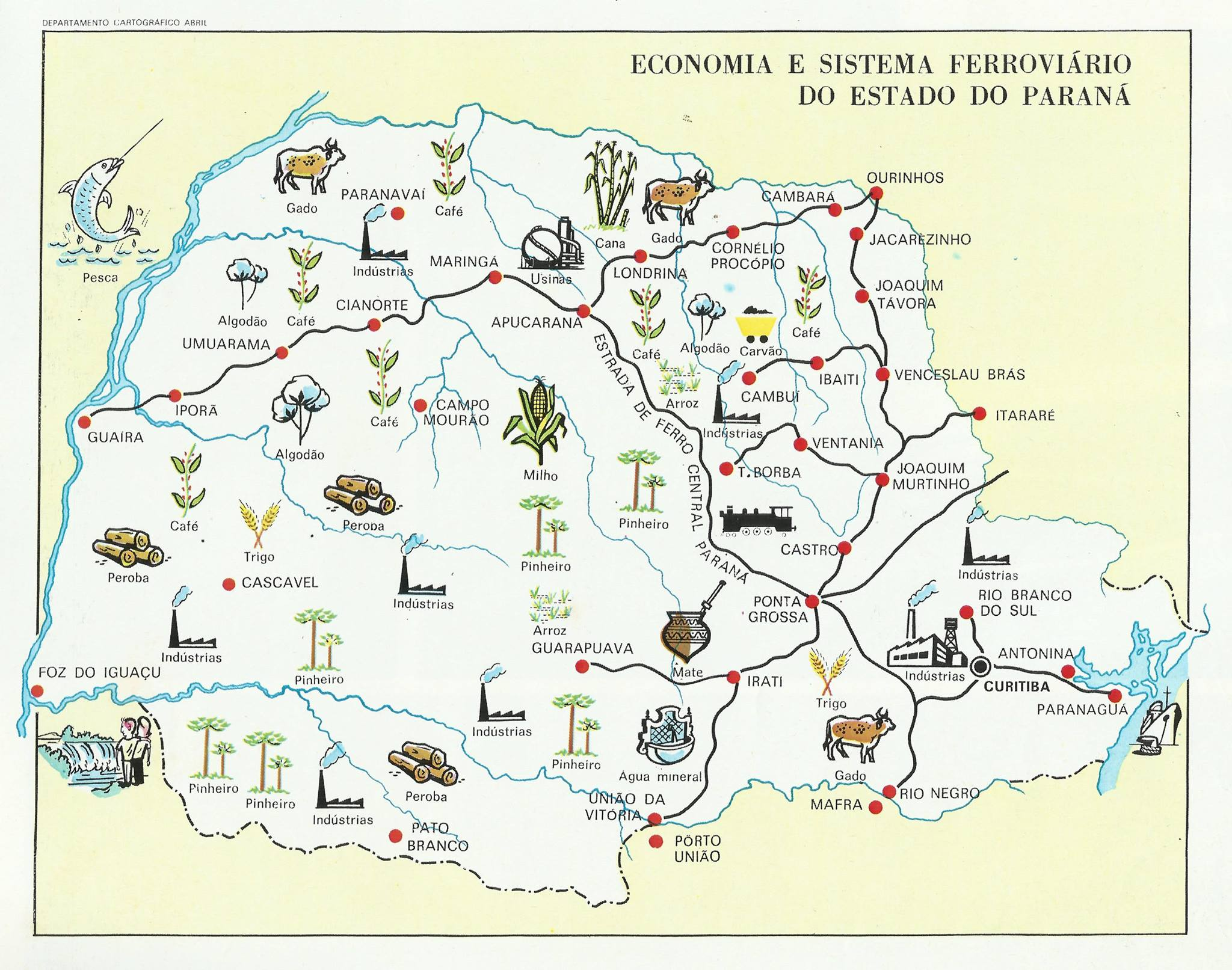
Sistema ferroviário e econômico do Paraná na década de 1970.

O sistema ferroviário paranaense goza de notória presença na vida econômica do estado. No setor sul, as linhas da Ferroeste, conhecida como "Ferrovia da Soja", empresa estatal inaugurada em 1988 e que foi administrada pela Ferropar entre1997 e 2007, quando foi restabelecido o controle pelo governo, faz o trecho de Guarapuava a Cascavel. Hoje há estudos adiantados para sua privatização e extensão até Maracaju, no Mato Grosso do Sul, como também até Paranaguá, além de um ramal até Foz do Iguaçu.
Junto à Ferroeste, em Cascavel, encontra-se o Porto Seco, terminal terrestre alfandegado, que conta com armazéns, terminais de transbordo para grãos, congelados e containeres, câmaras frigoríficas para inspeção de produtos de origem animal e silos.
Outra estrada de ferro liga o Porto de Paranaguá até Curitiba, Guarapuava, Londrina, Ponta Grossa e Maringá. De norte a sul, localizam-se as linhas da Rumo ALL, ex-América Latina Logística, que corresponde à malha meridional da ex-Rede Ferroviária Federal, que também passou para a iniciativa privada na década de 1990, que liga o Paraná aos estados de São Paulo, Santa Catarina e Rio Grande do Sul.

## Aeroviário

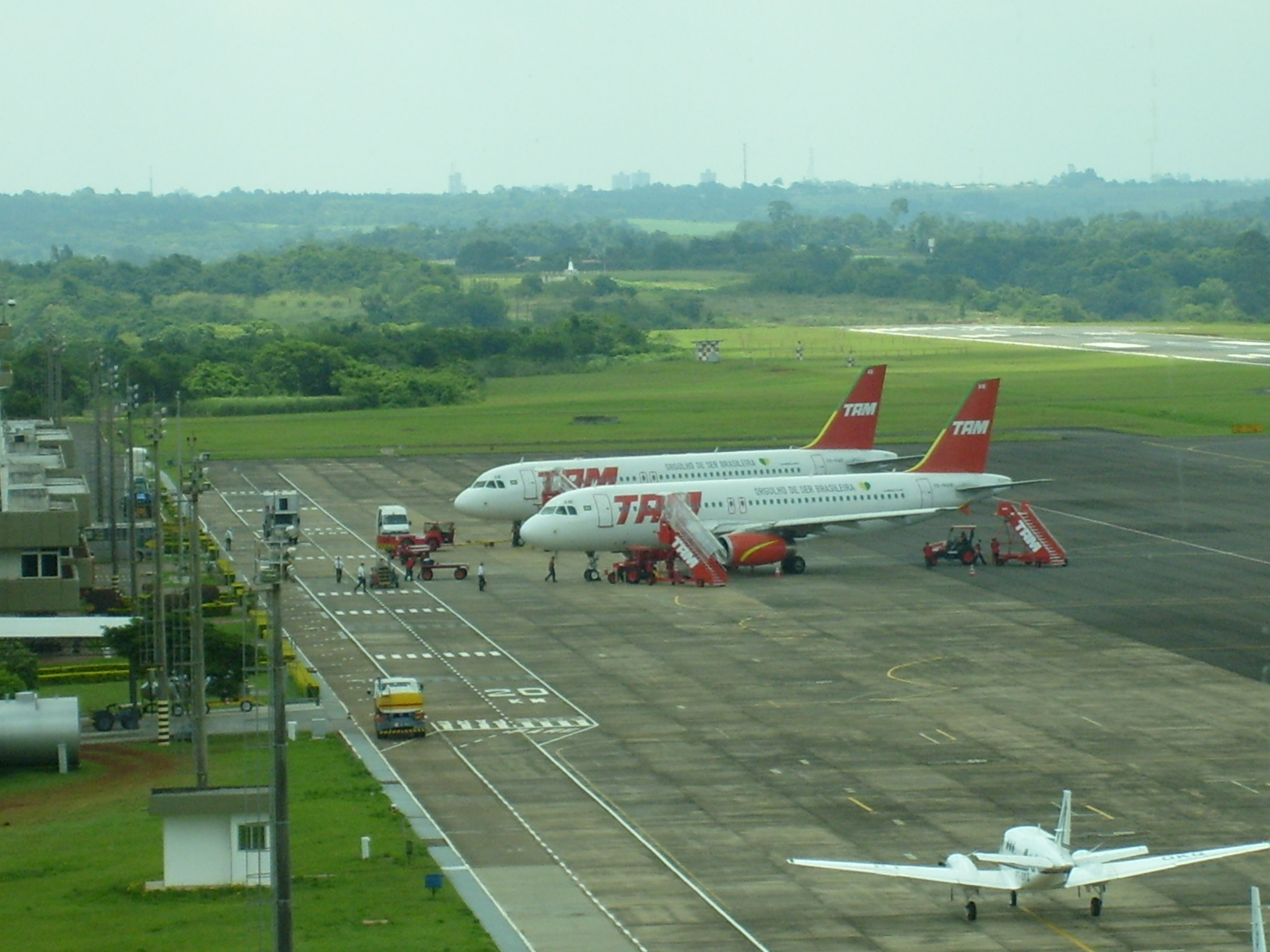
Aeroporto Internacional de Foz do Iguaçu.

No estado existem seis aeroportos comerciais, dos quais dois internacionais. O Aeroporto Governador José Richa  em Londrina, o Aeroporto Internacional Afonso Pena e o Aeroporto do Bacacheri, em Curitiba, e o Aeroporto Internacional Cataratas, em Foz do Iguaçu, até então administrados pela Infraero, foram privatizados em 2021. Já o Aeroporto de Cascavel, totalmente ampliado e reformado, é administrado pela municipalidade, mas com projeto de concessão, e o Aeroporto de Maringá, em processo de modernização, administrado por uma empresa de economia mista Por anos seguidos, o Aeroporto Afonso Pena tem sido eleito o melhor do Brasil.
Os aeroportos públicos não comerciais são os de Andirá, Apucarana, Arapongas, Arapoti, Bandeirantes, Campo Mourão, Castro, Centenário do Sul, Cianorte, Cornélio Procópio, Francisco Beltrão, Goioerê, Guaíra, Guarapuava, Guaratuba, Ibaiti, Loanda, Londrina,  Medianeira, Palmas, Palotina, Paranaguá, Paranavaí, Pato Branco, Ponta Grossa, Porecatú, Realeza, São Miguel do Iguaçu, Sertanópolis, Siqueira Campos, Telêmaco Borba, Toledo, Umuarama e União da Vitória, que são de responsabilidade das suas respectivas administrações municipais. Existem diversos aeródromos privados, como o Asas de Balsa Nova, em Balsa Nova, o Aeroleve e o Executivo, em Cascavel, e o 14 Bis, em Londrina.
O Paraná não possui tradição em transporte aéreo por cabo, como os teleféricos. Até 1995 funcionou o teleférico de Matinhos, no litoral. Desde 1959 funciona o Bonde Aéreo de Telêmaco Borba, o único em operação no estado.